# Ostbulgarisches Warmblut
Das Ostbulgarische Warmblut (auch: Igarska, bulgarisch: Източнобългарски кон) ist ein halbblütiges Reit-, Fahr- und Rennpferd aus Bulgarien.
Hintergrundinformationen zur Pferdebewertung und -zucht finden sich unter: Exterieur, Interieur und Pferdezucht.

## Exterieur
Im Allgemeinen hat der Igarska eine leichte, robuste und drahtige Konstitution und ein gutes Exterieur und steht im anglo-arabischen Typ.
Der Kopf ist leicht, trocken und edel, mit einem geraden Profil, großen, ausdrucksvollen Augen und gut positionierten Ohren versehen. Der gut gebogene und bemuskelte Hals durchschnittlicher bis überdurchschnittlicher Länge ist gut aufgesetzt und entspringt einer langen und schräg gelagerten Schulter. Die Brust zeigt sich normal breit und tief. Der relativ hohe, lange und wohlbemuskelte Widerrist mündet in einem geraden, schmaleren Rücken mit großer Tragfähigkeit und Bemuskelung und ausgezeichneter Sattellage, an den sich eine genügend breite Lende und eine lange, sacht abfallende Kruppe mit ausgeprägter Muskulatur anschließen. Die langen, harten, aber teilweise etwas leichten Beine, welche oftmals inkorrekt gestellt sind, weisen trockene, klar erkennbare Muskeln und Sehnen sowie lange, aber nicht weiche Fesseln auf, die Gelenke allerdings sind meist nur dürftig ausgeprägt und mangelhaft eingeschient. Das Langhaar ist verhältnismäßig lang und ausgeprägt.
Die Widerristhöhe liegt um 165 cm, das Gewicht um 500 kg.
An Fellfarben finden sich vorrangig Braune, Rappen, Füchse, manchmal Schimmel, selten auch Schecken.

## Mechanik
Der Ostbulgare zeigt freie Bewegungen mit flacher und bodendeckender Aktion und großer Elastizität. Das Galoppiervermögen ist beachtlich, die Springanlagen gut.

## Interieur
Er besitzt große Leistungsfähigkeit, Ausdauer und Härte. Der Ostbulgare hat einen energischen und fleißigen Charakter.

## Verwendung
Überwiegend wird das Ostbulgarische Warmblut als Reitpferd in den Disziplinen Dressur, Springen und Vielseitigkeit eingesetzt sowie im Freizeitreitsport. Außerdem wird es als leichtes Fahrpferd oder aber als Rennpferd, besonders in Hindernisrennen, eingesetzt.

## Zucht

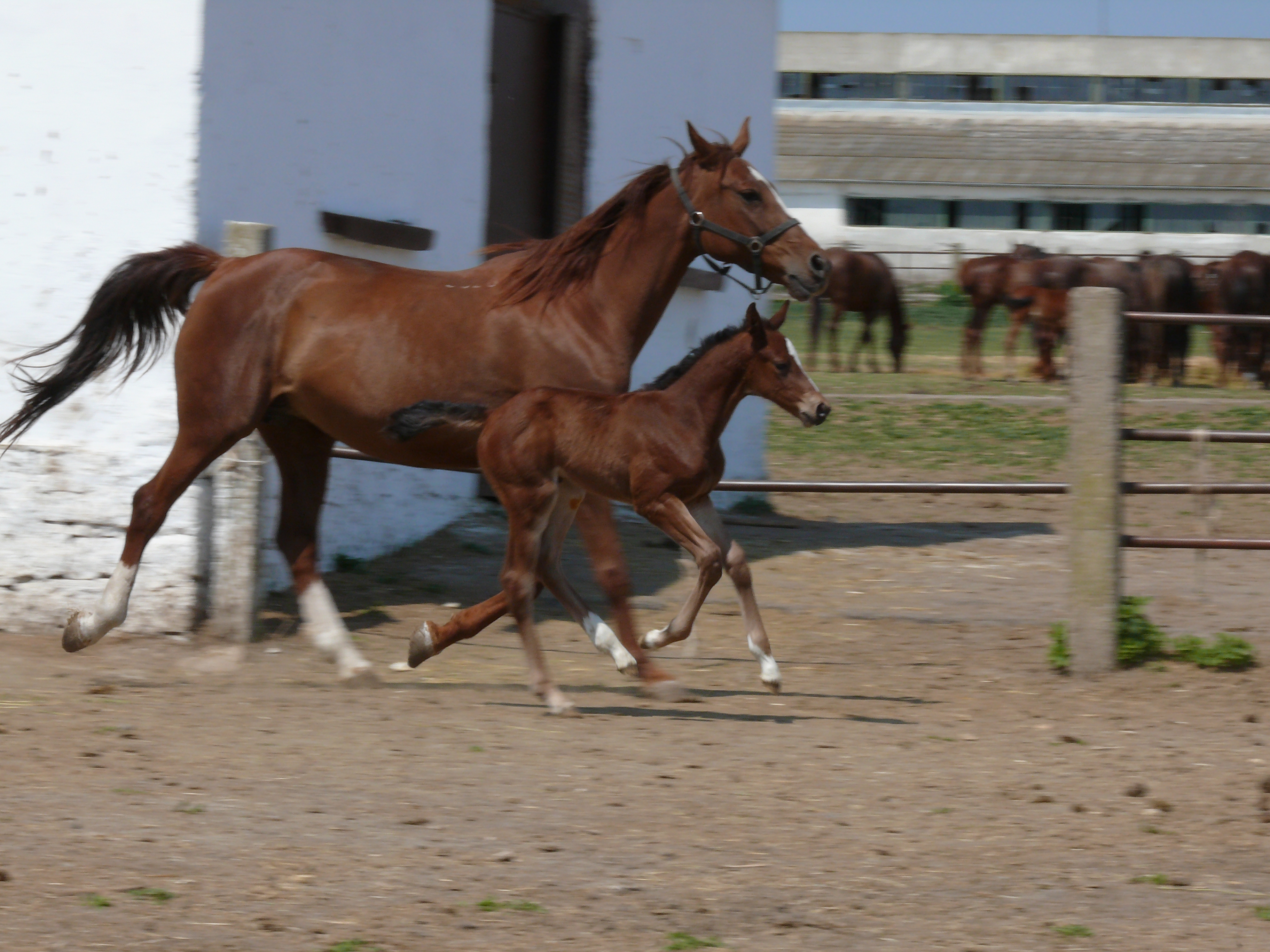
Ostbulgarische Warmblutstute mit Fohlen

### Geschichte
Es entstand aus einheimischen, Arabischen Vollblut-, Anglo-Araber- und Halbblut-Stuten, die mit englischen Halbblut- und Englischen Vollblut-Hengsten gekreuzt wurden. Die Entstehung fand überwiegend auf den Gestüten Kabiuk und Bozhurishte (auch: Stefan Karadzha). Es gibt sechzehn Hengstlinien und 27 Familien, die sich in Körperbau und Leistung unterscheiden.
Bis in die 1990er-Jahre selektierte man die Pferde nach deren Leistungen und Hindernis- und Flachrennen, dann begann man mit der Zucht von Reitpferden für die klassischen Turniersportdisziplinen (Dressur, Springen, Vielseitigkeit), indem man Hannoveraner, Trakehner und Holsteiner einkreuzte.
Die Pferderasse wurde 1951 anerkannt, das Zuchtbuch besteht seit 1959.

### Derzeitige Situation
Da der Ostbulgare eine gefährdete Rasse ist, liegt die oberste Priorität der Züchter dabei, die effektive Populationsgröße zu erhöhen. Die Rasse wird reingezüchtet, nur Vollblüter werden in regelmäßigen Abständen zugeführt. Über 40 % der Zuchtstuten befinden sich auf dem Gestüt Kabiuk, der Rest in der Hand privater Züchter, die meist nur ein bis zwei Stuten besitzen.

### Verbreitung
Der Igarska ist in ganz Bulgarien verbreitet.

### Bestand
Laut des Domestic Animal Diversity Information System (kurz DAD-IS) der UN beläuft sich die stabile Population (Zusammenrechnung von Zuchtstuten und -hengsten) des Ostbulgaren auf rund 230 Exemplare und wird als „gefährdet“ eingestuft (Stand: 2022).